# Aleksandr Łomowicki
Aleksandr Jewgienjewicz Łomowicki (ros. Александр Евгеньевич Ломовицкий; ur. 27 stycznia 1998 w Moskwie) – rosyjski piłkarz grający na pozycji prawoskrzydłowego. Od 2022 jest zawodnikiem klubu Rubin Kazań.

## Kariera klubowa
Swoją karierę piłkarską Łomowicki rozpoczął w juniorach Spartaka Moskwa. W 2017 roku awansował najpierw do drugiego, a następnie w 2018 do pierwszego zespołu Spartaka. Swój debiut w Priemjer-Lidze zanotował 28 lipca 2018 w zwycięskim 1:0 domowym meczu z FK Orenburg.
W lipcu 2019 Łomowicki został wypożyczony do Arsienału Tuła. Swój debiut w Arsienale zaliczył 28 lipca 2019 w przegranym 2:3 domowym meczu z FK Rostów, a 25 sierpnia 2019 w wygranym 2:1 domowym meczu z FK Orenburg strzelił swojego pierwszego gola w Priemjer-Lidze. W Arsienale występował przez rok.
W sierpniu 2020 Łomowicki trafił na kolejne wypożyczenie, tym razem do FK Chimki. W Chimki zadebiutował 14 sierpnia 2020 w zremisowanym 1:1 wyjazdowym meczu z PFK Soczi. W Chimki grał w rundzie jesiennej sezonu 2020/2021, a rundę wiosenną spędził na wypożyczeniu Arsienale Tuła. Rundę jesienną sezonu 2021/2022 spędził w Spartaku.
1 stycznia 2022 Łomowicki został zawodnikiem Rubinu Kazań, który zapłacił za niego kwotę 1,5 miliona euro.
| Sezon   | Klub             | Kraj  | Rozgrywki        | Mecze | Gole |
| ------- | ---------------- | ----- | ---------------- | ----- | ---- |
| 2017/18 | Spartak-2 Moskwa | Rosja | Pierwyj diwizion | 34    | 4    |
| 2018/19 | Spartak Moskwa   | Rosja | Priemjer-Liga    | 17    | 0    |
| 2018/19 | Spartak-2 Moskwa | Rosja | Pierwyj diwizion | 2     | 0    |
| 2019/20 | Spartak Moskwa   | Rosja | Priemjer-Liga    | 1     | 0    |
| 2019/20 | Arsienał Tuła    | Rosja | Priemjer-Liga    | 24    | 2    |
| 2020/21 | FK Chimki        | Rosja | Priemjer-Liga    | 8     | 2    |
| 2020/21 | Arsienał Tuła    | Rosja | Priemjer-Liga    | 18    | 2    |
| 2021/22 | Spartak Moskwa   | Rosja | Priemjer-Liga    | 14    | 0    |

## Kariera reprezentacyjna
Łomowicki ma za sobą występy w reprezentacji Rosji U-16, U-17, U-18, U-19 i U-21. Z kadrą U-21 zagrał w 2021 roku na Mistrzostwach Europy U-21.